# 神林勇太
神林 勇太（かんばやし ゆうた、1998年5月8日 - ）は、日本の元陸上競技選手。専門は中距離走・長距離走。神奈川県川崎市出身。九州学院高等学校、青山学院大学地球社会共生部・地球社会共生学科卒業。

## 経歴
- 2011年4月、川崎市立宮前平中学校入学時から陸上部に入部。2013年12月、全国中学校駅伝大会3年時に4区に出場し、10人ごぼう抜きを達成し区間賞、最優秀選手賞を獲得[3]。
- 中学卒業後の2014年4月、熊本県熊本市の九州学院高校に進学。全国高等学校駅伝競走大会には3年連続して出場した[4]。
- 高校卒業後の2017年4月、青山学院大学に入学し、陸上競技部に所属する。
- 1年時、2017年10月の第29回出雲全日本大学選抜駅伝競走で5区に出走し、区間3位の走りを見せた（青学大は総合2位）[5]。
- 2年時の2018年度は不調により、3大大学駅伝競走（出雲・全日本・箱根）の出場は一度もなかった。
- 3年時の2019年10月、2年振り2回目の出走となった第31回出雲駅伝競走では4区を担当。17分24秒のタイムで区間新記録を達成し、4位から2位に押し上げた。しかし青学大は5区以降順位を下げ、5位にとどまった[6]。
- 2019年11月、自身初となる第51回全日本大学駅伝対校選手権大会では3区へ出走したが、区間7位に終わった（青学大は総合2位）[7]。
- 2020年1月の第96回東京箱根間往復大学駅伝競走では9区にエントリー[8]。青学大は3年ぶり4回目の往路優勝を果たすと[9]、復路でも安定した走りを見せる。神林は8区の岩見秀哉から1位でたすきを受けると、終始安定した走りで区間賞を獲得[10]。10区・湯原慶吾へトップで襷を繋いだ。青学大は2年振り5回目となる総合優勝に返り咲き、大会新記録も樹立した(ただし復路優勝は東海大に譲り、復路6連覇とはならなかった)[11]。
- 2020年度には長距離ブロックの主将に抜擢された（前2019年度の主将は鈴木塁人）[12]。
- 大学4年生時の2020年10月に決行予定だった第32回出雲駅伝競走は新型コロナウイルスの影響で中止[13]。
- 2020年11月の第52回全日本大学駅伝では7区を担当。6区・山内健登から6位で襷を受けると区間賞(51分17秒)の快走でトップへ押し上げ、2位・東海大に39秒差をつけて8区・𠮷田圭太に繋いだ[14][15]。だが吉田は後方から追い上げた駒澤大（6年ぶり13度目の優勝)、東海大、明大の3校に次々追い抜かれてしまい、総合4位に甘んじた[16]。
- 2021年1月の第97回東京箱根間往復大学駅伝競走で、16名のメンバーに入ったものの、本番直前の2020年末にMRI検査で右足・仙骨部に疲労骨折が判明し、結局大学最後の箱根駅伝は無念の欠場となる[17]。なお当回の箱根駅伝本番での神林は、復路9区で飯田貴之の給水係を務めていた。青学大は往路で12位と大きく出遅れたのが響き、復路優勝こそ果たしたものの総合4位に終わった[18]。箱根駅伝終了後の同年1月16日、神林に代わり1学年後輩の飯田が正式に2021年度の主将となった[19]。
- 大学卒業後の2021年4月1日付で、サッポロビールへ就職。競技の第一線からは離れたものの、翌2022年開催の第98回東京箱根間往復大学駅伝競走では、文化放送制作のラジオ中継で往路の解説を担当した。
- 2025年4月、ユニクロ女子陸上競技部のディレクターに就任することが発表された[20]。

## 人物・エピソード
- 乃木坂46の佐藤楓は、いとこに当たる（神林の父と佐藤の母が兄弟）[21]。
  - 神林が青学大の卒業前、2021年1月30日に『炎の体育会TV・2時間スペシャル』において、乃木坂46・佐藤と初のテレビ共演が実現[22]。佐藤は「神林が小さい頃から遊んでいました。まだ彼が幼かった頃は気が弱くて、ケンカで私が泣かせたこともあります」と告白。これに対して神林は「とても強かったんですよ、彼女は」と苦笑い。さらに佐藤は神林の頭脳について「勉強に関してはポンコツのイメージが有ったけど、クイズならばいけると思います」と辛口発言していた[23]。
- 2021年正月開催の第97回箱根駅伝直前に神林の疲労骨折が判明した時、原晋は「この1年間、新型コロナウィルス感染症拡大という最中で、神林はキャプテンとして肉体的にも精神的にも一生懸命チームを引っ張ってきた。だからこそ今回の箱根（駅伝）は、途中棄権を覚悟で翌年のシード権を逃してでも彼を走らせたかった」とさえ考えていた。しかし、主将の神林自ら監督に対し「僕が居なくても総合優勝出来るチームです。だから後輩達を走らせて下さい」と直訴した為、原は「私個人のエゴでチームを沈没させる訳にはいかない」と考え直したという。結果、箱根駅伝で総合4位に終わった後で原は「それでも復路優勝できたのがチーム青山学院大の『絆大作戦』。200％成功はダメだったが、150％は成功した」と総括。1月3日の復路9区・飯田貴之で神林を給水係に送り出した事に原は「彼はもうこれで陸上競技から引退なんですよ。私から彼の役回りをどうするという時、一番テレビに長く映って、さらに長く距離を走れる9区の15Km地点・横浜駅前の給水ポイントで、と学生達にお願いした」と経緯を明かす。そして原は「最後の神林は30メートルしか走れなかったが、彼の人生はこれ以上苦しい事は無いと思うので、大学卒業後は会社のトップを目指して頑張って欲しい」と取材陣に対して、思わず涙ぐみながら神林キャプテンへの思いを吐露していた[24]。
  - その翌日、2021年1月4日に「ひるおび!」へ生出演した原晋は、前日に神林主将が給水所で飯田へ水を手渡した映像が流れた時「視聴者の皆様は『（神林は）走れるじゃないか』と思ったかもしれません。でも走り終わった後神林は、余りにも痛くて足を引き摺る状態だったんですよ」と打ち明かしている[25]。
- 2022年4月、青学大陸上部の5年先輩に当たる神野大地・Youtubeチャンネルに「対談企画ゲスト」として登場し、神林自らの陸上競技人生などを振り返っていた[26][27][28]。

## 主な戦績
| 年     | 大会                               | 種目(区間)    | 順位    | 記録     | 備考           |
| ------ | ---------------------------------- | ------------- | ------- | -------- | -------------- |
| 2013年 | 第21回全国中学校駅伝大会           | 4区(3.0km)    | 区間賞  | 9分04秒  | チーム総合5位  |
| 2014年 | 第65回全国高等学校駅伝競走大会     | 7区(5.0km)    | 区間3位 | 14分48秒 | チーム総合13位 |
| 2015年 | 第66回全国高等学校男子駅伝競走大会 | 4区(8.0875km) | 区間3位 | 23分21秒 | チーム総合2位  |
| 2016年 | 第67回全国高等学校男子駅伝競走大会 | 4区(8.0875km) | 区間2位 | 23分06秒 | チーム総合3位  |

### 大学駅伝戦績
| 学年(年度)      | 出雲駅伝                              | 全日本大学駅伝              | 箱根駅伝                        |
| --------------- | ------------------------------------- | --------------------------- | ------------------------------- |
| 1年生(2017年度) | 第30回 5区-区間3位 19分38秒           | 第49回 ー - ー 出走なし     | 第94回 ー - ー 出走なし         |
| 2年生(2018年度) | 第30回 ー - ー 出走なし               | 第50回 ー - ー 出走なし     | 第95回 ー - ー 出走なし         |
| 3年生(2019年度) | 第31回 4区-区間賞 17分24秒 区間新記録 | 第51回 3区-区間9位 34分27秒 | 第96回 9区-区間賞 1時間08分13秒 |
| 4年生(2020年度) | 第32回 ー - ー （開催中止）           | 第52回 7区-区間賞 51分17秒  | 第97回 ー - ー 出走なし         |

## 自己記録
- 1500m - 3分50秒05（2018年4月21日、第262回日本体育大学長距離競技会）
- 5000m - 13分58秒70（2018年10月8日、出雲市陸協記録会）
- 10000m - 29分13秒62（2019年11月23日、10000m記録挑戦競技会）
- ハーフマラソン - 1時間01分53秒（2020年2月2日、第74回香川丸亀国際ハーフマラソン）

## 出演
- 陸王（2017年、TBS）- 本人役[29]